# Cerasus hefengensis
Cerasus hefengensis là loài thực vật có hoa trong họ Hoa hồng. Loài này được X.R.Wang & C.B. Shang mô tả khoa học đầu tiên năm 2007.